# 台灣牛嬭菜
台灣牛嬭菜（學名：Marsdenia formosana），是夾竹桃科牛嬭菜屬的植物，為台灣特有植物。其种加词“formosana”意为“台湾的”。

## 特徵
多年生藤本植物，通常攀附其它喬木或灌木生活，全株呈深綠色。葉對生，葉片卵圓型，長10-20公分、寬7-9公分，表面光滑。羊角狀蓇葖果，種子帶絲狀種芒。植株含阻礙動物生理之植物鹼，缺口處會流出白色乳汁。